# Малък Кавказ
Малък Кавказ (на арменски: Փոքր Կովկաս; на грузински: მცირე კავკასიონი; на азербайджански: Kiçik Qafqaz Dağları; на турски: Küçük Kafkasya) е планинска система в Югозападна Азия, простираща се южно и почти паралелно на Голям Кавказ.
Максимална височина връх Гямиш 3724 м, разположен в югоизточната му част, в хребета Муровдаг, на територията на Азербайджан.
Малък Кавказ представлява дълга около 600 km планинска верига във форма на изпъкнала на североизток дъга, простираща се на територията на Армения (северната и североизточната част), Грузия (южната и югозападната част), Азербайджан (западната част) и Турция (крайната североизточна част). На север Колхидската низина и Куро-Аракската низина го отделят от веригата на Голям Кавказ, а Лихския хребет разположен между двете низини свързва двете планински системи. Планинската система на Малък Кавказ загражда от север и североизток Арменската планинска земя. Планинската система на Малък Кавказ се състои от 12 (дванадесет) основни планински хребета ориентирани в различни направления (предимно запад–изток и северозапад-югоизток). От запад на изток, а след това на югоизток се редуват следните основни хребети: Шавшетски, Месхетски, Арсиянски, Ерушетски, Триалетски, Самсарски, Джавахетски, Сомхетски, Мургузки, Шахдагски (Севански), Муровдаг и Карабахски.
С изключение на крайните западни и северозападни райони на планината, където текат сравнително малки и къси реки принадлежащи към водосборния басейн на Черно море, останалите части на Малък Кавказ изцяло попадат във водосборния басейн на река Кура, вливаща се в Каспийско море. По-големите реки водещи началото си от планината са десни притоци на Кура: Паравани, Дзама, Тана, Тудзами, Алгети, Храми, Акстафа, Ахум, Таузчай, Дзегамчай, Шамкирчай, Кошкарачай, Гянджачай, Корчай, Тертер и др. и леви притоци на Аракс (десен приток на Кура): Акера, Кенделанчай и др.
В ниските части по северните склонове на запад преобладават планинските влажни субтропични ладшафти, а на изток – субтропичните ландшафти на ксерофитните гори и храсти. В средновисоките части преобладават планинско-горските ландшафти, а най-високите части са заети от планинско-ливадните ландшафти. Южните склонове са заети от степни пространства с редки гори и храсти, преминаващи постепенно в степните ландшафти на Арменската планинска земя.